# 東児ライダー8
東児ライダー8（とうじライダーエイト）は、2011年（平成23年）に誕生した、東児を中心に岡山県一円で活躍しているローカルヒーロー。

## 概要
岡山県玉野市東児地区の地域や特産品の知名度をあげるため、また商工会活動のPRを目的として平成２２年度に発足したローカルヒーロー事業。岡山南商工会東児支所青年部及びOBにより実施されている。 
現在は地番としては使用されていない玉野市東児の８地区（番田・北方・上山坂・下山坂・胸上・東田井地・西田井地・梶岡）より「東児ライダー８（エイト）」の名称となる。
ヒーローショー、握手会、写真撮影会等を商工会他各地の祭りや玉野市のイベントで実施しており、次世代を担う子供達向けに効果的にPR活動を行う。 
ヒーローショーについては、内容がマンネリ化しないようエイトのバージョンアップや新たなキャラクターの出演、小道具の作成等に取り組むとともに 台本も出演毎に考案している。また、ショーの内容や客層によりその場で内容を柔軟に変えられるのも強みである。 
平成２９年８月に玉野市特別住民票が交付される。 

## ストーリー
バンダーランドの八丈岩山あたりから現れたヒーロー「東児ライダー８（エイト）」はたして彼の使命とは何か！？

　人類を襲う謎の帝王ワル・ショールやヨ・ゴーレ男爵たちと戦うために東児ライダー８がやってきた！がんばれエイト！

## 登場人物
☆東児ライダー８（エイト）

＜エイトの協力者達＞

☆オカッチ

☆東児ライダーブラック

＜ワルイーノ帝国＞

☆ワル・ショール 　　

☆ヨ・ゴーレ男爵 　　

☆子分1号 　　

☆子分2号 　　

☆ラビオ 　
　
☆ソドリャー博士 　　

○専用マシン   　・ハエンジャー（エイト）   　・ワリンジャー（ワル・ショール）